# DMOZ
Open Directory Project (ODP, Відкритий Каталог (ODP)), також відомий як Dmoz, через одне із своїх перших доменних імен directory.mozilla.org,  — багатомовний вільний каталог інтернет-посилань.
Підтримувався віртуальною спільнотою добровільних редакторів, власником є Netscape (AOL). ODP використовує ієрархічну онтологічну схему для впорядкування посилань. Посилання на сайти подібної тематики групуються в категорії, які можуть містити менші категорії.

## Історія
ODP було засновано в США як Gnuhoo Річардом Скрентою і Бобом Труелом в 1998 році, коли вони обидва працювали інженерами в компанії Sun. Скрента розробив програму TASS для читання новин мережі Usenet. Початкова структура категорій каталогу Gnuhoo базувалась саме на тодішній структурі груп новин Usenet.
Каталог Gnuhoo був запущений 5 червня 1998 року. Після заперечень Фонду вільного програмного забезпечення, який опікується проєктом GNU, проти використання Gnu в назві каталогу, він був перейменований на NewHoo. Потім компанія Yahoo! висловила заперечення проти використання "hoo" в назві, що спонукало знову змінити її. Планувалося перейменувати каталог на ZURL. Проте до перейменування каталог був придбаний компанією Netscape в жовтні 1998 року і одержав назву Open Directory Project (ODP). Netscape, включаючи ODP, був придбаний незабаром після цього компанією AOL.
5 жовтня 1999 року кількість посилань в ODP досягла одного мільйона.

## Про проєкт
У публічній частині Відкритого Каталогу описано понад 5 млн сайтів, за весь час існування в проєкті взяли участь понад 98 271 редакторів, більше 8000 з них активно редагували станом на 11 червня 2013 року.
Початкова ієрархічна структура Відкритого Каталогу була дзеркалом мережі Usenet. Згодом всі розділи Каталогу, крім розділів верхнього рівня, були переміщені або перейменовані.
База даних каталогу регулярно видавались у вигляді RDF-дампа. Він поширюється безкоштовно, його використання дозволяється тільки при дотриманні вимог Open Directory License. Багато пошукових систем і відомі сайти використовують базу даних Каталогу.
З 2004 року весь Відкритий Каталог використовує кодування UTF-8 (раніше використовувалися кодування, що залежать від набору символів, що вживається в конкретній мові). У RDF-дампі кодування UTF-8 застосовується з початку 2000 року.
20 жовтня 2006 стався найбільший за історію каталогу збій на редакторському сервері, в результаті якого редактори не могли увійти в свої акаунти близько 2 місяців, до 18 грудня. Це сталось через те, що проводилися роботи з його відновлення. В цей період часу звичайні відвідувачі бачили застарілі статичні HTML сторінки, взяті з одного з дзеркал каталогу.
DMOZ припинив роботу на потужностях AOL 17 березня 2017 року, причини закриття не уточнюються.
На початок 2018 року, наступником проєкту оголошено ресурс Curlie [Архівовано 10 вересня 2017 у Wayback Machine.].

## Український розділ
- Відкритий Каталог українською [Архівовано 17 січня 2010 у Wayback Machine.]
- Україномовна гілка на публічному форумі Каталогу [Архівовано 4 січня 2011 у Wayback Machine.]